# TF1
TF1 (tên đầy đủ tiếng Pháp:Télévision Française 1 phát âm tên viết tắtphát âm [te ɛf œ̃], tiếng Việt: Truyền hình Pháp 1) là một kênh truyền hình quốc gia tư nhân của Pháp sở hữu bởi TF1 Group. Đây là kênh truyền hình đầu tiên và lâu đời tại Pháp và là một trong những đài truyền hình lâu đời nhất trên thế giới. Nó cũng là một trong số rất ít các trạm truyền hình trước chiến tranh tồn tại cho đến ngày nay.
Tháng 10 năm 2018, thị phần của TF1 là 10,25%